# 天空與你之間/加油!
《天空與你之間/加油!》是日本創作歌手中島美雪於1994年5月14日發行的雙A面單曲。本單曲是中島的第31張單曲。

## 介紹

### 天空與你之間
本歌曲是日本電視台電視劇《無家可歸的小孩》主題曲。
中島以電視劇主人公相澤鈴的愛犬龍龍的視角創作了本歌曲的歌詞。因此，本歌曲的MV中也出現了許多狗。

### 加油!
分拆自中島1983年的專輯《預感》。
在《預感》發行之初，流傳著本歌曲是“以《中島美雪的All Night Nippon》中聽衆寄來的明信片上的工作經驗爲基礎創作的”的軼聞。中島在《月刊角川》（1991年11月號）上否定道：“寄來廣播的信只是（屬於）廣播的，（我）完全沒有在歌曲上使用”。
1994年，本歌曲被用作住友生命“Winning Life”廣告的CM歌曲。
2020年，本歌曲被用作優衣庫“Heat Tech”廣告的CM歌曲。
2017年，朝日電視台放送的晝電視劇《安寧之鄉》中，告別儀式的故人夫妻被設定成中島的粉絲。作為BGM，參加儀式的一個人在祭壇前朗讀了本歌曲的第一段歌詞。中間開始全員合唱。
本歌曲是中山七里的小說《奮鬥的你的歌》的靈感來源。

## 記錄
由於電視劇《無家可歸的小孩》的高收視率，本單曲也空前熱門。根據Oricon的統計，本單曲是中島繼《淺眠》後第二張百萬銷量的單曲，也是中島最熱門的單曲。
本單曲曾獲得Oricon單曲榜第一名。這樣一來，中島美雪就成為了第一位以同一名義在Oricon公信榜上3個年代都有冠軍單曲的歌手。

## 收錄歌曲
| 8cmCD    | 8cmCD                  | 8cmCD    | 8cmCD |
| 曲序     | 曲目                   | 编曲     | 时长  |
| -------- | ---------------------- | -------- | ----- |
| 1.       | 天空與你之間           | 瀬尾一三 | 5:32  |
| 2.       | 加油!                  | 井上堯之 | 7:03  |
| 3.       | 天空與你之間（TV MIX） |          | 5:32  |
| 总时长： | 总时长：               | 总时长： | 18:07 |

## 參與的藝術家
天空與你之間
- Drums: 青山純
- Bass: 富倉安生
- E.Guitar: 松原正樹
- Keyboard: 倉田信雄、永田一郎
- Synthesizer (Programmer) : 浦田惠司、中山信彥
- Saxophone: 古村敏比古
- Chorus: 濱田良美、土肥二郎 等

## 商業搭配
| # | 歌曲名       | 商業搭配                                 | 參考文獻 |
| - | ------------ | ---------------------------------------- | -------- |
| 1 | 天空與你之間 | 日本電視台電視劇《無家可歸的小孩》主題曲 | [ 2 ]    |
| 2 | 加油!        | 住友生命“Winning Life”CM歌曲             |          |
| 2 | 加油!        | 大塚制藥“CalorieMate” CM歌曲             |          |
| 2 | 加油!        | 優衣庫“Heat Tech‘溫暖就是力量啊’”CM歌曲  | [ 9 ]    |
| 2 | 加油!        | 三得利BOSS“被禁止的行星篇”CM歌曲         | [ 10 ]   |

## 翻唱
| 藝術家                                        | 收錄專輯                                      | 發行日期       |
| 天空與你之間                                  | 天空與你之間                                  | 天空與你之間   |
| --------------------------------------------- | --------------------------------------------- | -------------- |
| 槇原敬之                                      | Listen To The Music                           | 1998年10月28日 |
| 松本大地                                      | 大地之歌 ~Na Ma Ra Love Songs                 | 2005年2月23日  |
| 山本潤子                                      | SONGS                                         | 2007年6月6日   |
| 工藤靜香                                      | MY PRECIOUS －Shizuka sings songs of Miyuki－ | 2008年8月20日  |
| 乙三                                          | 告别                                          | 2009年3月25日  |
| 後藤真希                                      | LOVE                                          | 2011年5月4日   |
| 河村隆一                                      | The Voice 2                                   | 2012年8月8日   |
| 絢香                                          | 遊音俱樂部～1st Grade～                       | 2013年9月4日   |
| Ms.OOJA                                       | THE HITS ~No.1 SONG COVERS~                   | 2015年8月19日  |
| 加油!                                         |                                               |                |
| 吉田拓郎                                      | 感度良好之夜 LIVE in 武道館                   | 1997年3月21日  |
| FUKUYAMA ENGINEERNING GOLDEN OLDIES CLUB BAND | “福山工程”原聲音樂集 The Golden Oldies        | 2002年6月26日  |
| Anam & Maki                                   | 加油!                                         | 2002年10月9日  |
| 槇原敬之                                      | Listen To The Music 2                         | 2005年9月28日  |
| 竹原和生                                      | BOY                                           | 2010年6月23日  |
| Little Glee Monster                           | Colorful Monster (通常盤)                     | 2016年1月6日   |
| a flood of circle                             | “THE BLUE”-AFOC 2006-2015- (初回限定盤)       | 2016年2月24日  |
| 工藤靜香                                      | 青之炎                                        | 2021年3月10日  |

## 腳注

## 外部鏈接
- 中島美雪官方網站上的介紹頁面
  - 天空與你之間/加油! （页面存档备份，存于）